# Sklenobýl bezlistý

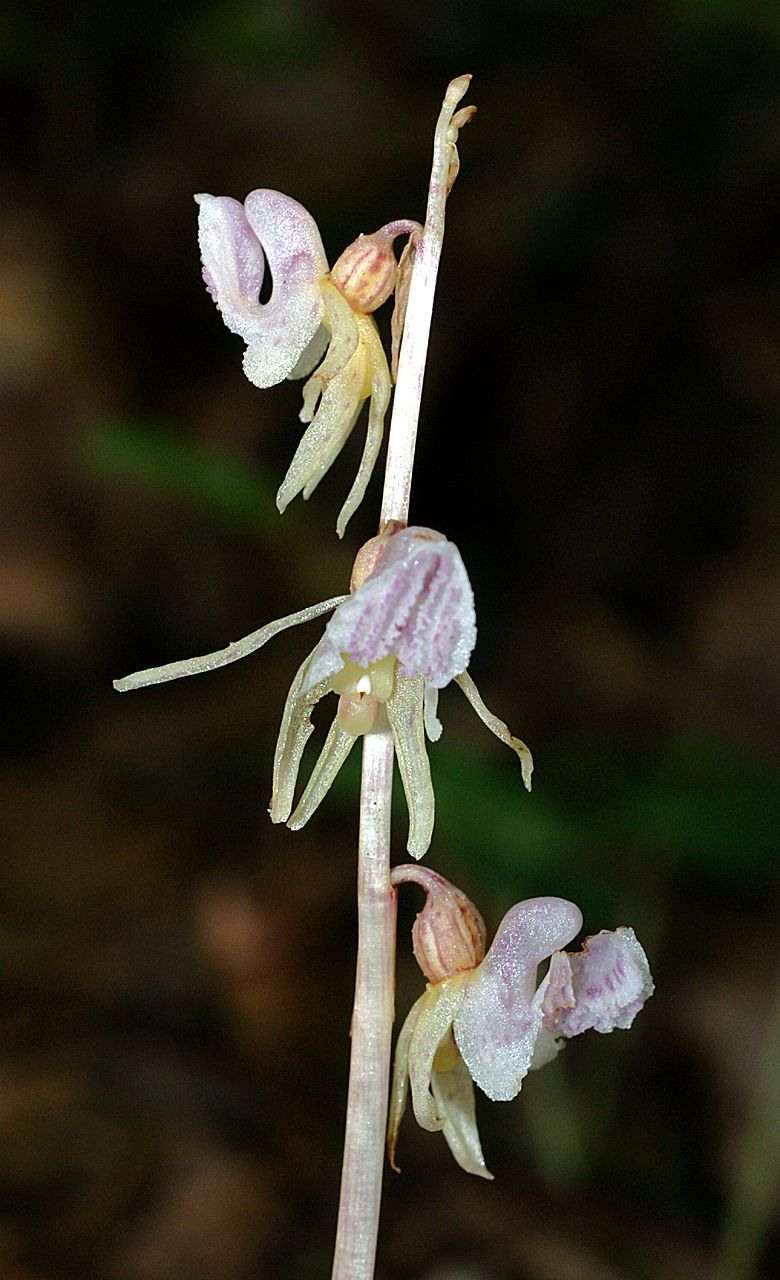
Květenství

Sklenobýl bezlistý (Epipogium aphyllum) je mykotrofní (někdy mykoheterotrofní), terestrická, nezelená, stínomilná rostlina. Je jediný druh rodu sklenobýl rostoucí v Evropě. Okvětní lístky má poloprůhledné, jakoby skleněné a odtud pochází české jméno "sklenobýl", téměř nemá viditelné listy a proto "bezlistý". Neobsahuje chlorofyl a potřebné živiny získává od symbiotických mykorhizních hub propojených podhoubím s kořeny rostlin schopných fotosyntézy. Tuto bylinu dosud nelze úspěšně pěstovat v laboratorních podmínkách a tudíž je hodně neznámého v jejím životě.
V české přírodě je rostlinou vyskytující se pouze ojediněle a nepravidelně. Proto je sklenobýl bezlistý ve "Vyhlášce MŽP ČR č. 395/1992 Sb. ve znění vyhl. č. 175/2006 Sb.", stejně jako v "Červeném seznamu cévnatých rostlin České republiky" z roku 2012, zařazen mezi kriticky ohrožené druhy (§1, C1t).

## Rozšíření
Souvislý areál sklenobýlu bezlistého se rozkládá na velké části Eurasie. Táhne se od hlavního výskytu ve Skandinávii přes Francii až k Pyrenejím a dále přes Střední Evropu, Apeniny a Balkán až na Krym. Pokračuje přes evropské Rusko, Sibiř, ruský Dálný východ a severovýchod Číny až do Koreje a Japonska. Ostrůvkovitě se vyskytuje také v Pákistánu a na územích okolo Himálaje. V  teplých jižních oblastech roste v nadmořské výšce až do 2000 m. Další dva druhy sklenobýlu, Epipogium roseum a Epipogium japonicum, jsou doma v tropických částech Asie, Afriky a Austrálie.
V Česku je v současnosti jen několik lokalit, na kterých se v počtu jednoho nebo několika málo kvetoucích jedinců vyskytuje. Na Moravě roste na Drahanské vrchovině, Chřibech a v Bílých Karpatech. V roce 2006 byl opět zjištěn také v Čechách, po 60. létech na domněle zničené lokalitě na svahu Boubína na Šumavě. Nově byl zaznamenán roku 2008 v okolí Pece pod Sněžkou, roku 2013 u Kořenova v Krkonoších  a v roce 2014 u Lštění nedaleko Vlachova Březí.

## Ekologie
Roste převážně v listnatých (bukových, habrových), smíšených nebo méně často jehličnatých lesích na zastíněných místech v silné vrstvě stejnoměrně vlhkého, slabě kyselého až slabě alkalického humusu s pH 6,0 až 7,6. Vybírá si místa bez konkurenční vegetace nebo roste pod ojedinělými trsy kapradí, nejlépe mu svědčí místa s vrstvou organických zbytků listů, jehličí a kůry.
Tento geofyt vypouští lodyhu jen těsně před rozvitím květů; nemá-li dostatek síly pro jejich tvorbu, nedává rostlina nikterak o sobě znát i po několik let. Pro tento druh je příznačné, že se i po dlouhé době nečekaně objevuje na místech, z nichž předtím na mnoho let zmizel (viz 60 let na Boubíně). Naopak byla pozorována místa, kde kvetl každoročně po dobu 30 roků nebo najednou vyrostlo i tucet lodyh s květy. Obvykle kvete v období od června do srpna po dobu asi jednoho týdne, nato lodyha s uvadlými květy rychle mizí.
Sklenobýl bezlistý je mykoheterotrofní rostlina, které nikdy nevyrostou zelené listy a trvale postrádá chlorofyl. Není schopen fotosyntézou ze vzdušného oxidu uhličitého získávat uhlík nutný pro tvorbu rostlinných tkání. Po celý život získává uhlík paraziticky tak, že jej odebírá svým kořenovým houbovým symbiontům. Ty ovšem také uhlík nedokážou vytvořit a stejně paraziticky ho odebírají okolním vyšším rostlinám schopných fotosyntézy. Není dosud známo, jakým způsobem dokáže přimět symbiotické houby, vrůstající do jeho kořenového systému, k poskytování živin.

## Popis

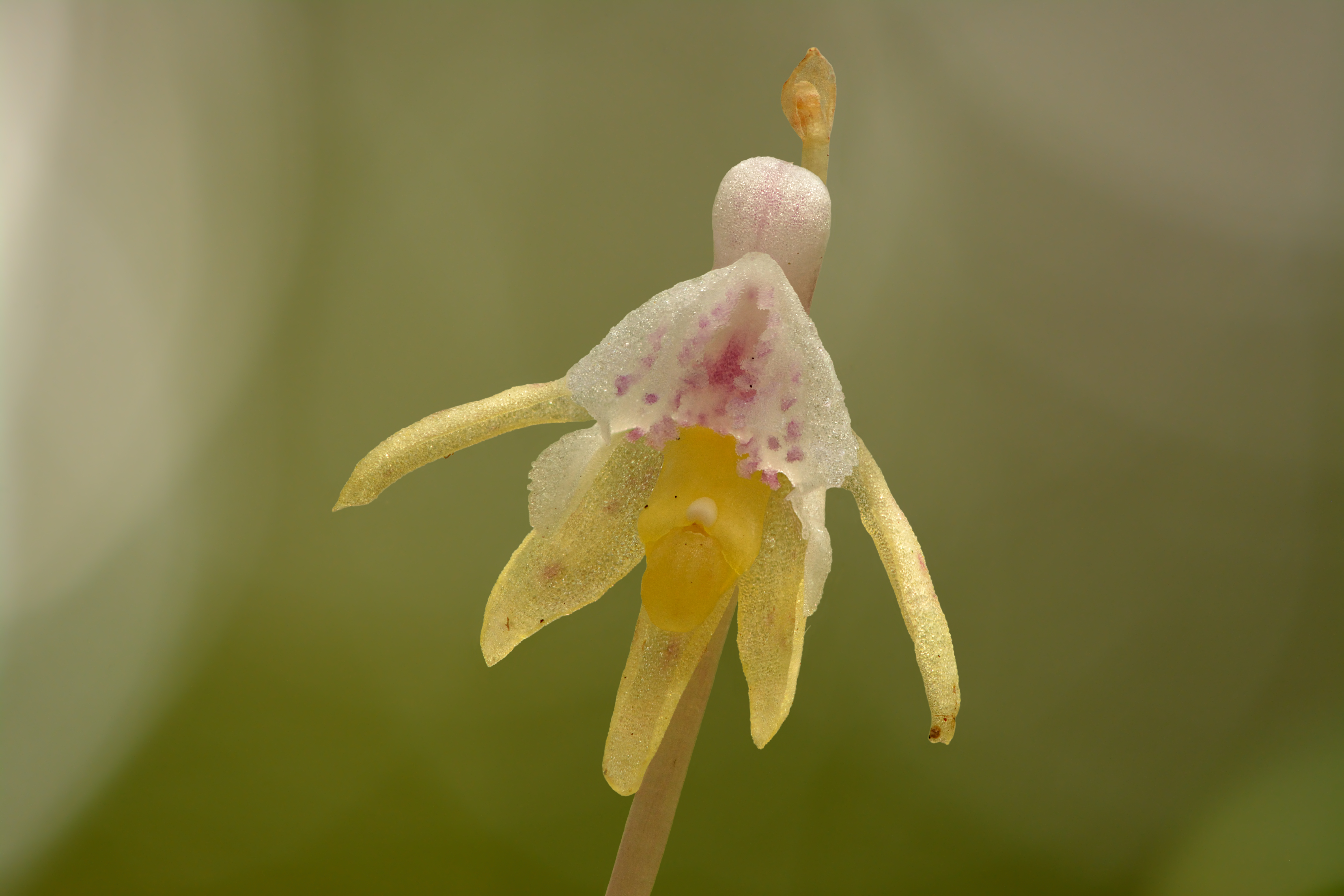
Květ

Vytrvalá rostlina zcela bez chlorofylu s přímou, dutou, lysou lodyhou vysokou 5 až 25 cm, která nad zem vyrůstá jen v době kvetení. Je voskově žlutá nebo narůžovělá a v horní části má načervenalé skvrnky. Listy jsou silně zakrnělé, šupinovité, dolní jsou prstencovitě objímavé a na konci uťaté, horní poloobjímavé a špičaté, za květu jsou obvykle zaschlé. Hrubý oddenek je rozvětvený, korálovitý, porostlý drobnými šupinami a nemá kořeny, zato je silně kolonizován podhoubím symbiotických stopkovýtrusných hub.
Na lodyze, často z části skryté v substrátu, vyrůstají z paždí drobných, bledožlutých listenů obvykle dva až čtyři nicí květy vytvářející řídké hroznovité květenství. Jsou oboupohlavné, nenápadné, dlouhé 10 až 15 mm, bledě žlutobílé, někdy až průsvitné s růžovými skvrnami a slabě voní po banánech nebo vanilce. Květy sklenobýlů nejsou, na rozdíl od ostatních v ČR rostoucích orchidejí, pootočeny o 180°. Okvětní lístky s jednou žilkou vyrůstají ve dvou trojčetných přeslenech, jsou rozestálé, bývají asi 13 mm dlouhé, vnější jsou o málo užší a žlábkovitě svinuté. Vzhůru obrácený vydutý pysk, stejně dlouhý jako zbylé lístky, je poměrně široký, trojlaločný, s výrazným prostřením lalokem s několika řadami růžově zbarvených lišt. Nahoru směřující tlustá ostruha je nafialovělá nebo načervenalá. Asi 4 mm vysoký sloupek nese dvě světložluté brylky na nitkovitých stopečkách. Vejčitý, nezkroucený, dlouze stopkatý, ze tří plodolistů srostlý semeník je asi 1 cm dlouhý a směřuje šikmo dolů.

## Rozmnožování
Způsob opylení není přesně znám a hmyzí opylovači nejsou s jistotou určení, ve tmavých lesích navíc mnoho vhodného hmyzu nebývá. K samoopylení může s ohledem na umístění brylek pod bliznou docházet jen stěží. Při pokusném umělém opylení vlastním nebo cizím pylem se vytvoří oválná jednopouzdrá tobolka s mnoha semeny. Tobolka se ve zralosti otvírá šesti skulinami a černá, velmi drobná semena jsou rozptylována větrem. Při rozmnožování ze semene, která nemají endosperm, prorůstají do semene mycelia mykorhizních hub již během klíčení.
Předpokládá se, že k rozmnožování dochází nejčastěji vegetativně. V paždí šupin na podzemních větvených oddencích vznikají malé hlízky, které se mohou oddělit a dál se samostatně vyvíjet v nové oddenky a vytvářet dceřiny rostliny. Tuto teorii podporuje okolnost, že sklenobýl bezlistý je často nacházen ve skupinách. K přesunu hlízek na nová stanoviště může dojít po mechanickém narušení půdy nebo vlivem tekoucí vody, což vysvětluje nejběžnější výskyt rostlin podél údolí.